# Alburnus macedonicus
Alburnus macedonicus är en fiskart som beskrevs av Stanko Karaman 1928. Alburnus macedonicus ingår i släktet Alburnus och familjen karpfiskar. Inga underarter finns listade i Catalogue of Life.
Exemplaren blir upp till 145 mm långa. I analfenan finns 14 till 16 mjukstrålar.
Arten förekommer endemisk i Dojransjön på gränsen mellan Nordmakedonien och Grekland. Honor lägger äggen nära stranden.
Beståndet hotas av bevattningsprojekt som medför att volymen minskar. Sjön hade 2008 en yta på 38 km². IUCN kategoriserar arten globalt som akut hotad.